# U-Bahn-Linie U4 (Berlin)
| Strecke der U-Bahn-Linie U4 (Berlin) |                                            |                                                    |                                                    |
| Streckenlänge: | 2,9 km                                     |                                                    |                                                    |
| Spurweite: | 1435 mm (Normalspur)                       |                                                    |                                                    |
| Stromsystem: | obenbestrichene Seitenstromschiene 750 V = |                                                    |                                                    |
| |                                            |                                                    |                                                    |
| \| \| \| Kehranlage Else-Lasker-Schüler-/Genthiner Straße \| \| \| \| \| Abzweig Strecke BII \| \| \| \| 0,0 \| Nollendorfplatz (Nm) \| Nollendorfplatz (Nm) \| \| \| 0,9 \| Viktoria-Luise-Platz (V) \| Viktoria-Luise-Platz (V) \| \| \| 1,7 \| Bayerischer Platz (Bpo) \| Bayerischer Platz (Bpo) \| \| \| 2,4 \| Rathaus Schöneberg (RS) \| Rathaus Schöneberg (RS) \| \| \| \| \| \| \| \| 2,9 \| Innsbrucker Platz (Ipo) Ringbahn \| Innsbrucker Platz (Ipo) Ringbahn \| \| \| \| \| \| \| \| \| ehem. Abzweig zur Betriebswerkstatt (Eisacktunnel) \| \| \| \| \| ehem. Kehrgleise Eisackstraße \| \| |                                            |                                                    |                                                    |
| |                                            | Kehranlage Else-Lasker-Schüler-/Genthiner Straße   |                                                    |
| U-Bahn-Abzweig geradeaus und nach rechts (im Tunnel) |                                            | Abzweig Strecke BII                                | Abzweig Strecke BII                                |
| U-Bahn-Bahnhof (im Tunnel) | 0,0                                        | Nollendorfplatz (Nm)                               | Nollendorfplatz (Nm)                               |
| U-Bahn-Haltepunkt / Haltestelle (im Tunnel) | 0,9                                        | Viktoria-Luise-Platz (V)                           | Viktoria-Luise-Platz (V)                           |
| U-Bahn-Haltepunkt / Haltestelle (im Tunnel) | 1,7                                        | Bayerischer Platz (Bpo)                            | Bayerischer Platz (Bpo)                            |
| U-Bahn-Haltepunkt / Haltestelle (im Tunnel) | 2,4                                        | Rathaus Schöneberg (RS)                            | Rathaus Schöneberg (RS)                            |
| |                                            |                                                    |                                                    |
| U-Bahn-Kopfbahnhof Strecke ab hier außer Betrieb (im Tunnel) | 2,9                                        | Innsbrucker Platz (Ipo) Ringbahn                   | Innsbrucker Platz (Ipo) Ringbahn                   |
| |                                            |                                                    |                                                    |
| U-Bahn-Abzweig geradeaus und nach rechts (Strecke außer Betrieb) (im Tunnel) |                                            | ehem. Abzweig zur Betriebswerkstatt (Eisacktunnel) | ehem. Abzweig zur Betriebswerkstatt (Eisacktunnel) |
| |                                            | ehem. Kehrgleise Eisackstraße                      |                                                    |

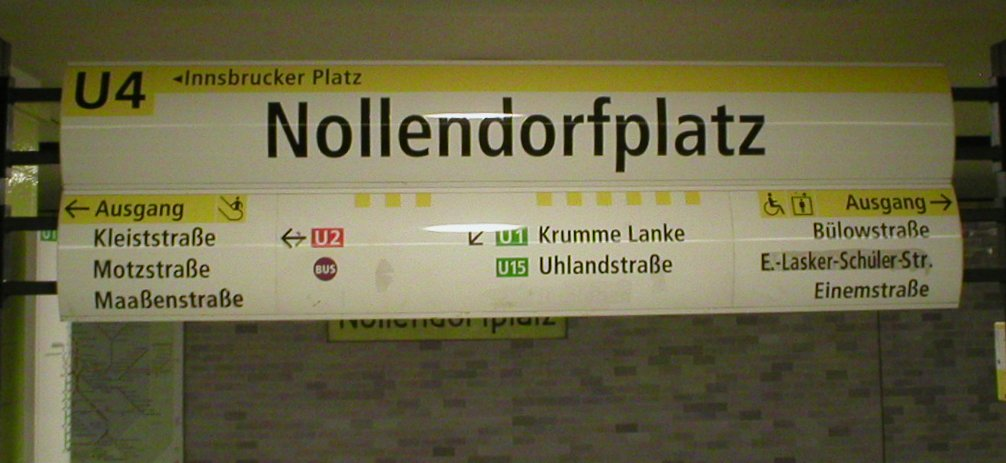
Stationsschild der Linie U4 am U-Bahnhof Nollendorfplatz im Jahr 2004

Die Linie U4 der Berliner U-Bahn hat fünf Stationen und ist 2,9 km lang. Sie führt in Berlin als ausschließlich im Ortsteil Schöneberg verlaufende Linie vom Nollendorfplatz zum Innsbrucker Platz. Die Strecke wurde über ihre Ursprungslänge hinaus nie erweitert und es sind keine großen Ausbauten mehr geplant. Wie die Linien U1, U2 und U3 gehört sie zum Berliner Kleinprofil-Netz.
Sie war bei der Eröffnung im Dezember 1910 der Stolz der damals selbstständigen Stadt Schöneberg und ist als erste kommunale U-Bahn-Strecke Deutschlands von Bedeutung. Sie ist allerdings auch die kürzeste der Berliner U-Bahn-Linien.

## Verlauf
Die Strecke der U4 beginnt unter der Else-Lasker-Schüler-Straße am Nollendorfplatz und verläuft zunächst unter der Motzstraße in Richtung Südwesten bis zum Viktoria-Luise-Platz. Anschließend schwenkt die Strecke mit einer Linkskurve unter die Münchener Straße und folgt dieser bis zur Rosenheimer Straße. Ab da führt sie durch die Heilbronner Straße zum Bayerischen Platz, wo sie seit 1971 die U7 kreuzt, und weiter unter der Innsbrucker Straße bis zum Innsbrucker Platz. Seit 1933 ist dort ein Umstieg zum S-Bahn-Ring möglich.

## Linienkennfarben und Bezeichnungen
Da die Züge der heutigen Linie U4 von 1926 bis 1954 auch auf der Ost-West-Hochbahnstrecke Richtung Kreuzberg (bis Kottbusser Tor oder Warschauer Straße) weiterfuhren, erhielten diese ebenfalls die Linienbezeichnung ‚B‘ (zunächst BI, später BII, dann wieder BI, im Mai 1957 dann BIII) und später auch Grün als Linienkennfarbe. Mit der Umstellung auf Ziffern im Jahr 1966 erhielt sie die Bezeichnung Linie 4. Bis 1972 war sie auf den Liniennetzplänen in Blau dargestellt. Es erfolgte eine Änderung der Farbe in ein helles Gelb und ein Jahr später wegen der besseren Sichtbarkeit in Ockergelb. Ab 1961 endete die Schöneberger U-Bahn bereits am Nollendorfplatz, da sich die Verkehrsströme in Richtung Zoologischer Garten und Kurfürstendamm verlagerten und die damalige Linienführung zum Kottbusser Tor beziehungsweise zum Schlesischen Tor nicht benötigt wurde.

## Geschichte

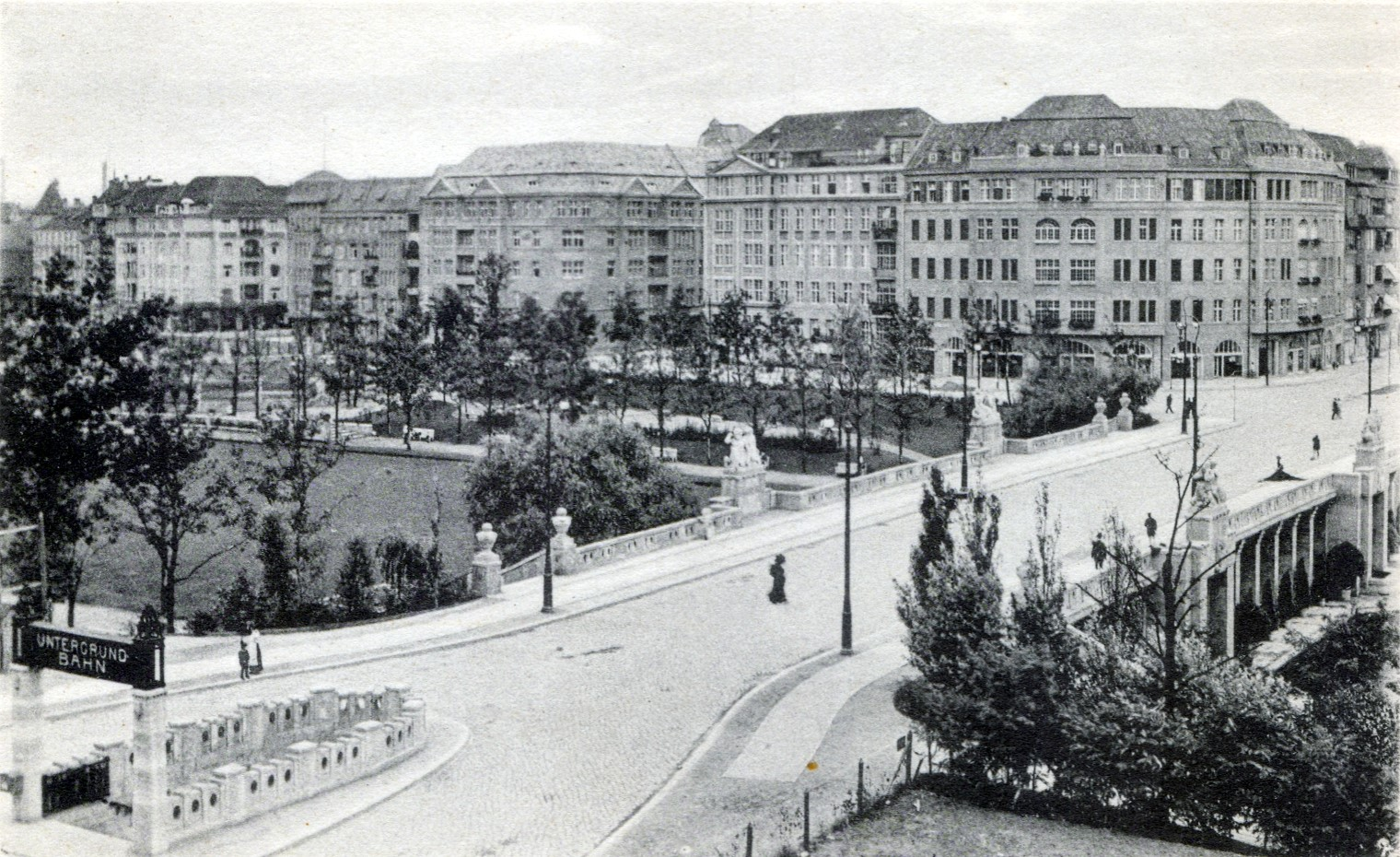
Die damalige Station Stadtpark (seit 1951: Rathaus Schöneberg) quert unter einer Straßenbrücke eingehaust das Schöneberger Fenn, um 1910

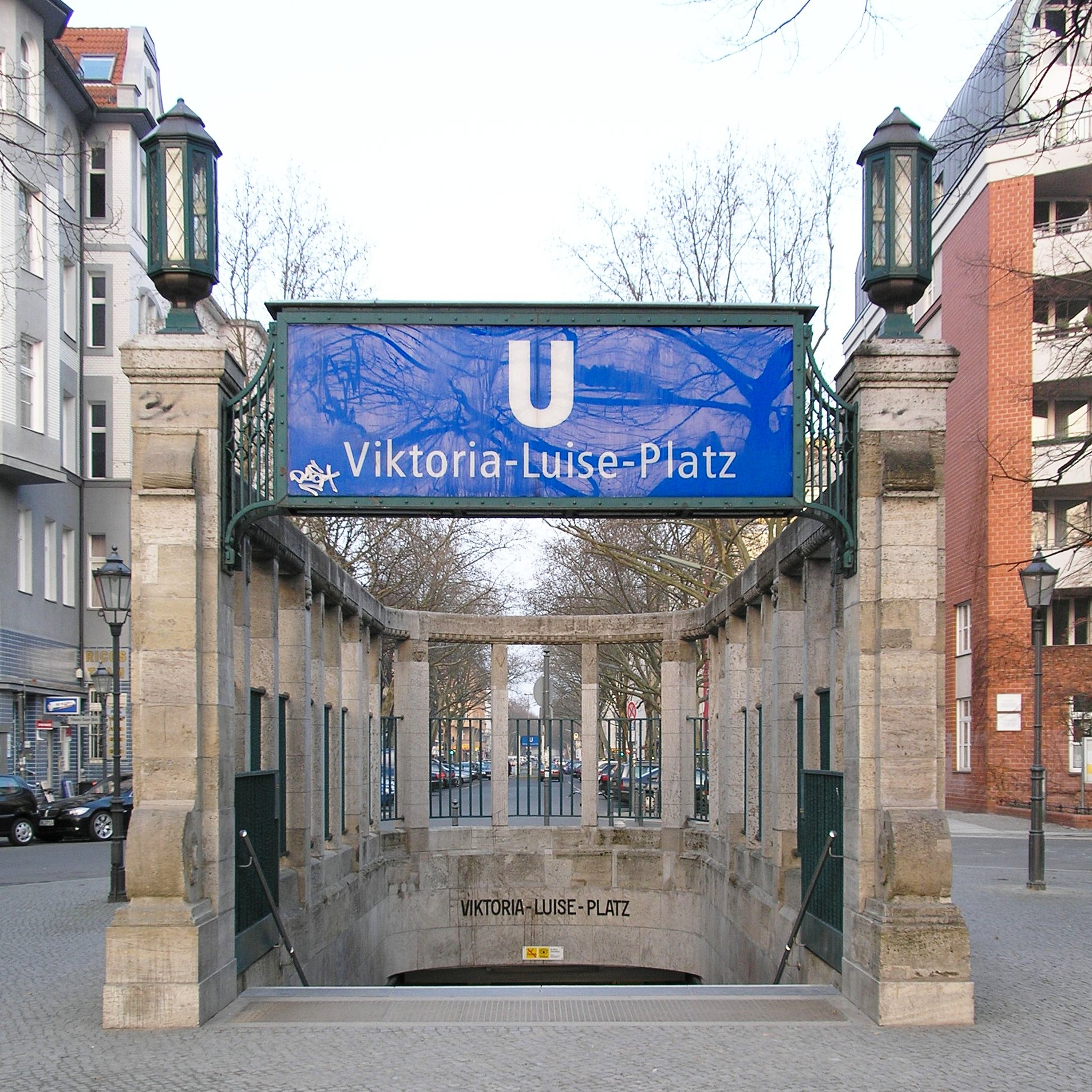
Eingang des Bahnhofs Viktoria-Luise-Platz

### Planung und Bau
Die Stadt Schöneberg wollte ihr Gebiet gut erschließen und so kam man 1903 auf den Gedanken, eine Untergrundbahn zu bauen. Man führte Gespräche mit der Berliner Hochbahngesellschaft. Allerdings stimmten die Interessen der Partner nicht überein, denn die kurze Strecke versprach keinen Gewinn zu bringen. So nahm die Stadt Schöneberg die Angelegenheit selbst in die Hand und plante die erste kommunale U-Bahn in Deutschland. Die Strecke sollte als Unterpflasterbahn vom Nollendorfplatz, auf dem bereits der Hochbahnhof der Berliner Hoch- und Untergrundbahn stand, zur Hauptstraße im Süden Schönebergs führen. Eine Verlängerung nach Norden wurde nicht ausgeschlossen, sogar über eine Strecke bis Weißensee wurde nachgedacht. Zunächst wurden aber die Bahnhöfe Nollendorfplatz (eigener Tunnelbahnhof in der Motzstraße vor dem bestehenden Hochbahnhof), Viktoria-Luise-Platz, Bayerischer Platz, Stadtpark (seit 15. Mai 1951: Rathaus Schöneberg) und Hauptstraße (seit 1. Juli 1933: Innsbrucker Platz) geplant. Südlich des Bahnhofs Hauptstraße sollte die Betriebswerkstatt errichtet werden.
Mit der gesamten Bauausführung inklusive der Ausstattung der Strecke und der Lieferung der Fahrzeuge wurde die Siemens & Halske A.-G. beauftragt. Alle Normen wurden der bereits bestehenden Berliner Hoch- und Untergrundbahn angepasst, da man ja zukünftig eine direkte Anbindung an das Streckennetz der Hochbahngesellschaft plante. Daher erfolgte die Ausführung der Strecke mit den Maßen und der elektrischen Ausrüstung des Berliner Kleinprofil-Netzes. Der erste Spatenstich fand am 8. Dezember 1908 bei volksfestähnlicher Stimmung statt.
Parallel zum Bau der U-Bahn erfolgte die Anlage des Rudolph-Wilde-Parks, der zu dieser Zeit wie der Bahnhof Stadtpark hieß. Da die Anlage des Parks auf einem bis zu 30 m tiefen sumpfigen Fenn erfolgte, wurde zu seiner Trockenlegung und Aufschüttung der Aushub der Tunnel in einem Gesamtvolumen von rund 850.000 m³ verwendet. Nach bereits zwei Jahren Bauzeit konnte die Strecke am 1. Dezember 1910 eröffnet werden. Die Feierlichkeiten waren jedoch sehr zurückhaltend, da der größte Schöneberger Förderer der U-Bahn, Bürgermeister Rudolph Wilde, einen Monat zuvor gestorben war.
Da die Schöneberger U-Bahn (zunächst) vollkommen getrennt vom (anderen) Berliner Netz war, mussten extra Anlagen für diese erbaut werden. Dazu gehörten eigene Wagen, ein Umformerwerk und der Betriebshof mit Werkstatt. Als einzige Anbindung an das Berliner U-Bahn-Netz wurde ein Fußgängertunnel zwischen den beiden Bahnhöfen Nollendorfplatz gebaut.
Südlich des Bahnhofs Hauptstraße am Innsbrucker Platz wurde der Tunnel in die Eisackstraße fortgeführt. Hier existierte eine dreigleisige, im Tunnel befindliche Kehr- und Abstellanlage. Vom westlichen Gleis zweigte das Zufahrtgleis zur Werkstatt ab, das in einem eigenen Tunnel zur Otzenstraße schwenkte und dort auf dem Werkstattgelände das Tageslicht erreichte. In Höhe der Traeger- Ecke Otzenstraße ist noch heute ein Tunnelausstieg erkennbar. Am Ende des Werkstattgeländes existierte ein weiterer kurzer Tunnel, in dem das Zufahrtgleis endete. Die Betriebswerkstatt erhielt eine fünfgleisige Wagenhalle und eine zweigleisige Werkstatthalle.

### Weitere Entwicklungen
Die kleine Schöneberger Werkstatt wurde mit der Betriebseröffnung des neuen Umsteigebahnhofs am Nollendorfplatz im Jahr 1926 entbehrlich und deshalb 1932 stillgelegt, da nun ein freizügiger Fahrzeugaustausch und das Erreichen der großen Werkstätten der Hochbahn am U-Bahnhof Stadion (seit 1951 umbenannt in Olympiastadion) und am Bahnhof Warschauer Brücke (1995 umbenannt in Warschauer Straße) möglich wurden. Auf dem Werkstattgelände wurde nach dem Zweiten Weltkrieg die Waldenburg-Oberschule gebaut.

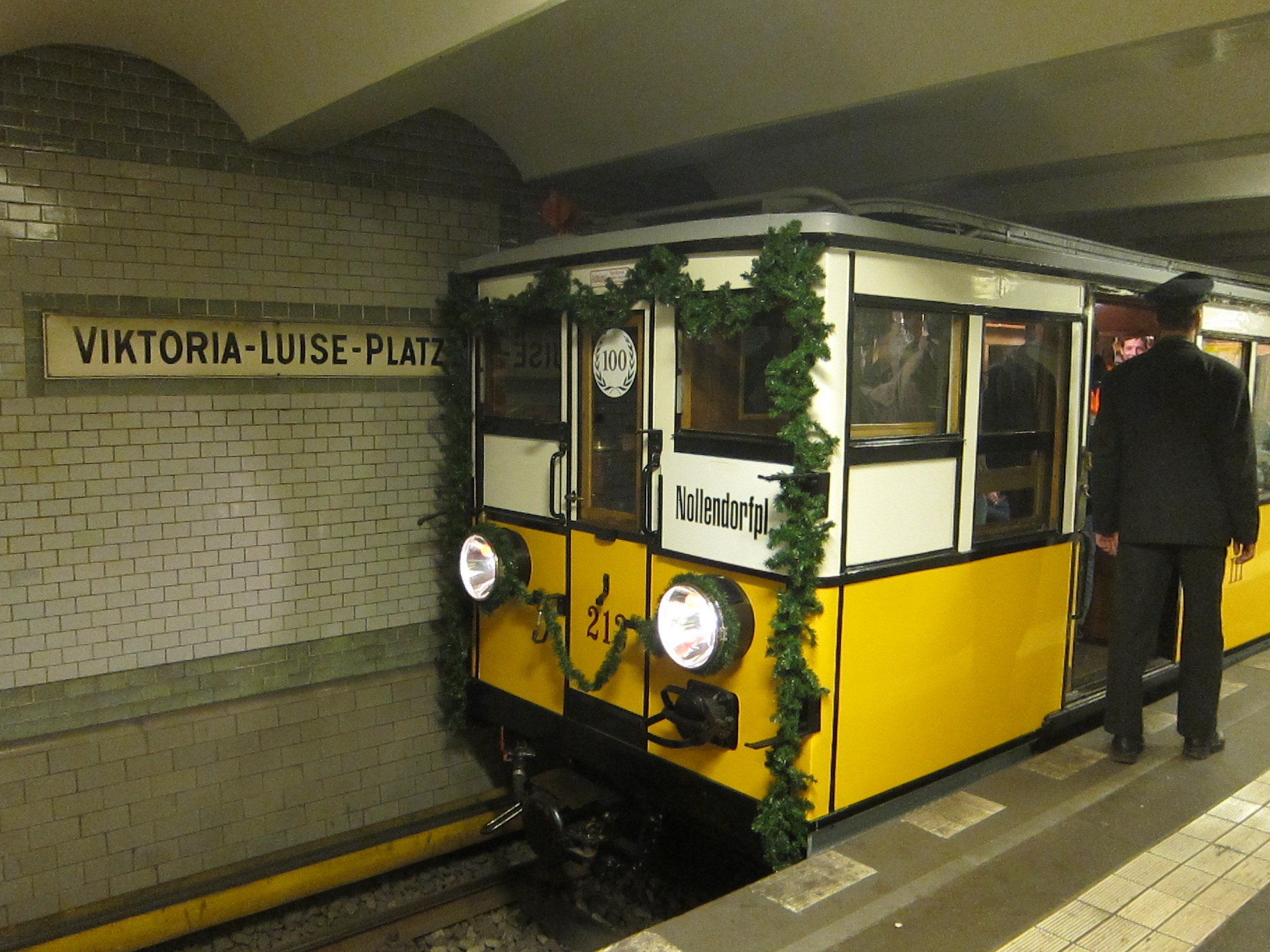
Museumszug zur 100-Jahr-Feier im November 2010

Die Stadt Schöneberg war zwar Bauherr und Eigentümer der Strecke, übertrug den Betrieb aber der Berliner Hochbahngesellschaft. So traten die unterschiedlichen Besitzverhältnisse für die Fahrgäste gar nicht in Erscheinung, da einen Tag vor der Eröffnung noch eine Tarifgemeinschaft vereinbart worden war.
Am 27. November 2010 fand aus Anlass des 100-jährigen Jubiläums der Schöneberger U-Bahn ein Sonderverkehr mit historischer Garnitur (Typ A1) statt.
Seit dem 20. April 2023 sind alle Bahnhöfe der U4 barrierefrei erreichbar.

## Fahrplan

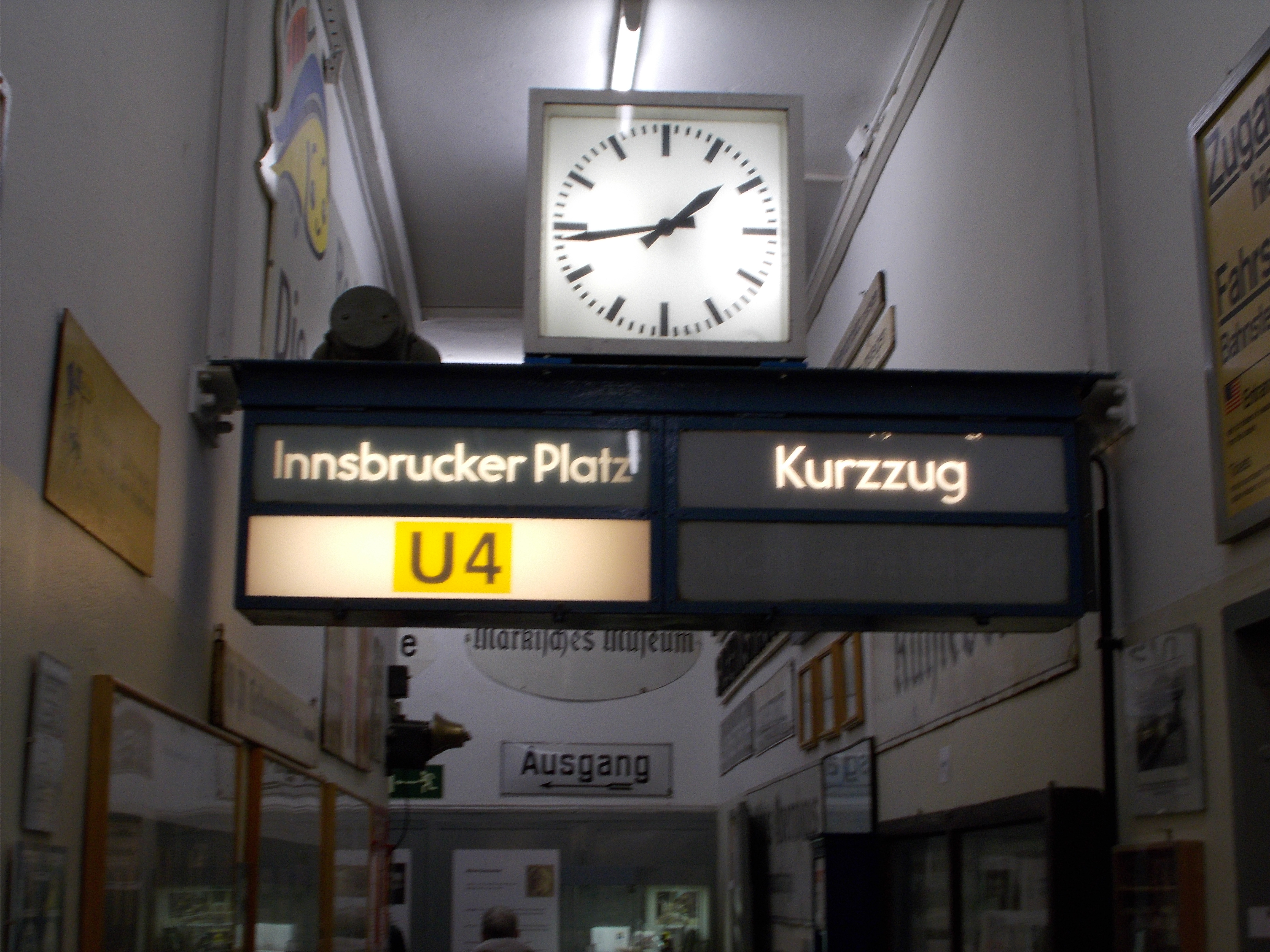
Alte Anzeigetafel der U-Bahn-Linie 4 im Berliner U-Bahn-Museum

Die Linie U4 ist die einzige Berliner U-Bahn-Linie, auf der an Wochenendnächten kein durchgehender Nachtverkehr angeboten wird. Auf der U4 fahren die kürzesten Züge, die planmäßig nur aus zwei Wagen bestehen.
| Linie                               | Mo–Fr (6:45–19:45 Uhr)       | Mo–Fr (4:30–6:45 Uhr und 19:45–0:30 Uhr) | Sa (5:30–0:00 Uhr) | Sonn- und Feiertag (7:00–0:00 Uhr) | Schwachverkehrszeit (Sa+So 0:00–0:30 Uhr und So 5:30–7:00 Uhr) |
| ----------------------------------- | ---------------------------- | ---------------------------------------- | ------------------ | ---------------------------------- | -------------------------------------------------------------- |
| Nollendorfplatz – Innsbrucker Platz | 6/7/7 min Schulferien 10 min | 10 min                                   | 10 min             | 10 min                             | 15 min                                                         |

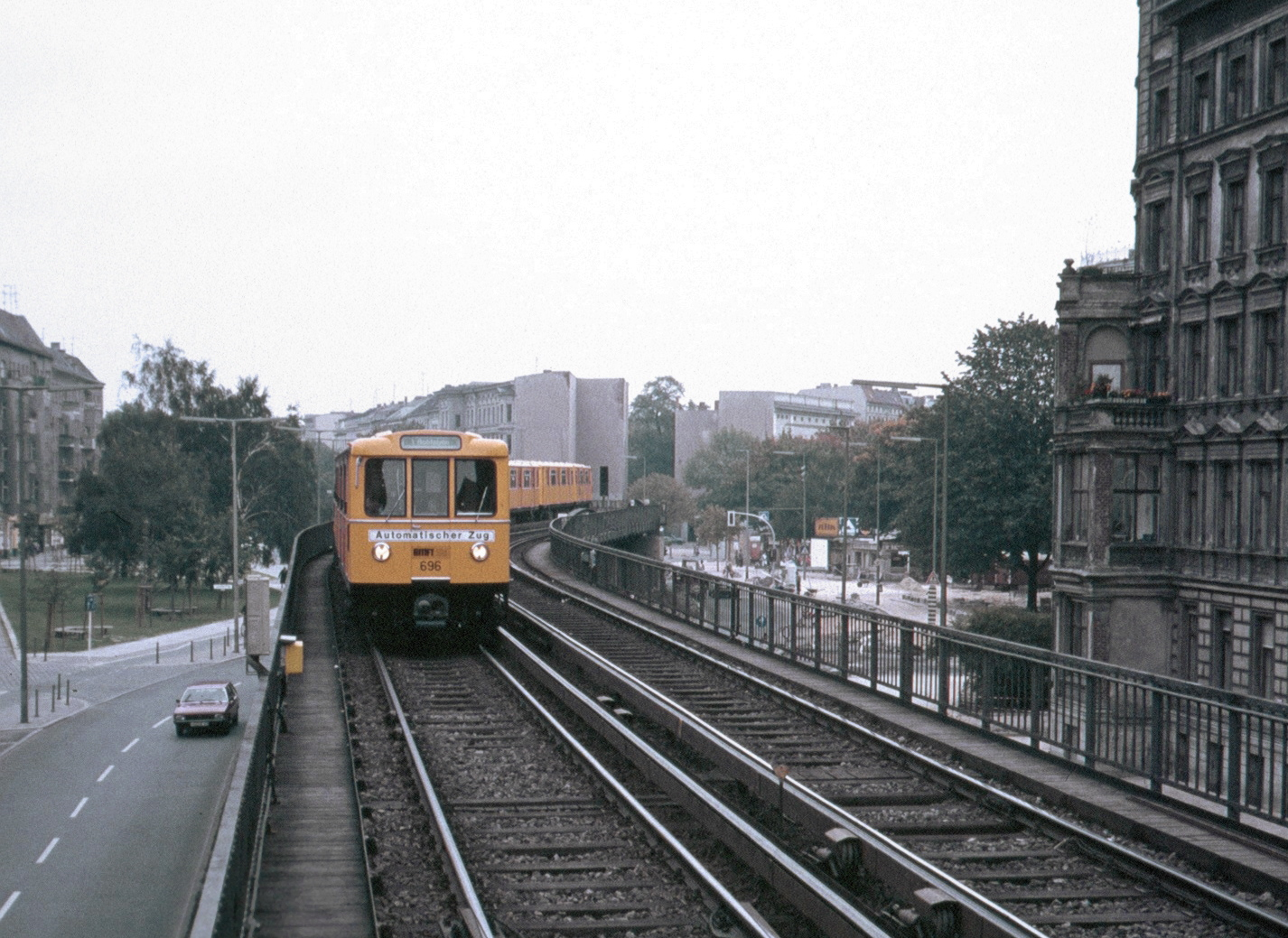
Doppeltriebwagen Baureihe A3L des automatischen Betriebs der U4, eingestellt in einen Zug der U1 bei der Einfahrt in den U-Bahnhof Görlitzer Bahnhof, 1986

Die Züge der Linie U4 fuhren von 1981 bis 1985 im Versuchsbetrieb bzw. von 1985 bis 1993 im Fahrgastbetrieb vollautomatisch; rein technisch wäre hierfür kein Fahrer notwendig gewesen. Hierzu wurde die gesamte U4 mit dem Betriebsleitsystem SelTrac ausgerüstet, das unter anderem den Einbau einer Linienzugbeeinflussung in alle Gleise, eine Anpassung der Stellwerke und die Ausrüstung von 16 Kleinprofil-Doppeltriebwagen mit SelTrac-Fahrzeuggeräten beinhaltete. SelTrac der Firma Standard Elektrik Lorenz (SEL) ermöglichte ein Fahren im absoluten Bremswegabstand mit Zugabständen von nur 50 bis 90 Sekunden. 1988 startete ein Zusatzversuch zur Zugfahrerselbstabfertigung (ZSA), die ab 1992 im Fahrgastbetrieb getestet und später zur Fahrerselbstabfertigung weiterentwickelt wurde.

## Streckenplanung
| \| \| \| Magdeburger Platz \| \| \| \| bestehende Strecke nach Nollendorfplatz, Innsbrucker Platz \| |  |                                                            |                                                            |
| Siehe: Senatsverwaltung für Verkehr und Betriebe                                                     |  |                                                            |                                                            |
| U-Bahn-Kopfbahnhof Streckenanfang (Strecke außer Betrieb) (im Tunnel)                                |  | Magdeburger Platz                                          | Magdeburger Platz                                          |
| U-Bahn-Strecke (außer Betrieb) (im Tunnel)                                                           |  | bestehende Strecke nach Nollendorfplatz, Innsbrucker Platz | bestehende Strecke nach Nollendorfplatz, Innsbrucker Platz |

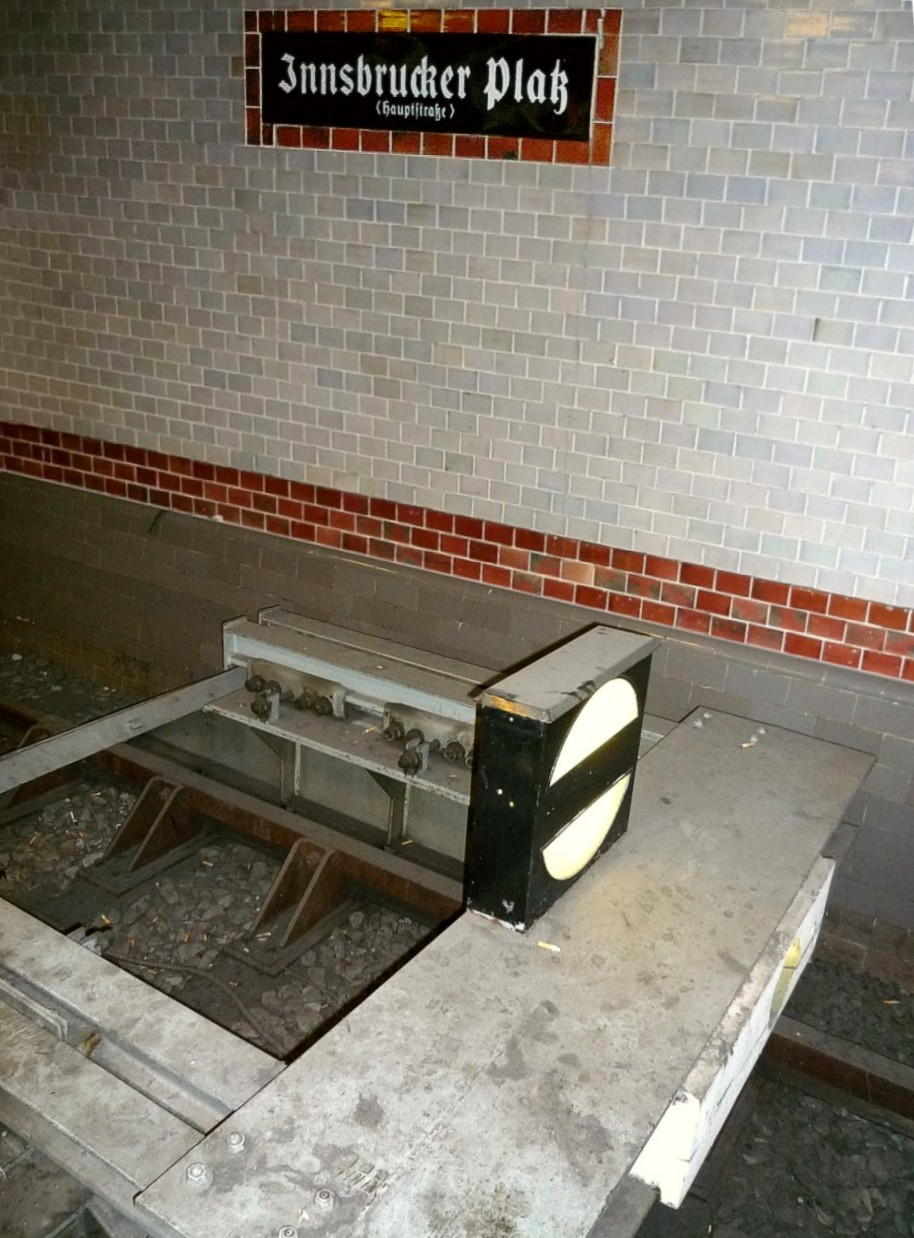
Gleisende der U4 am Innsbrucker Platz

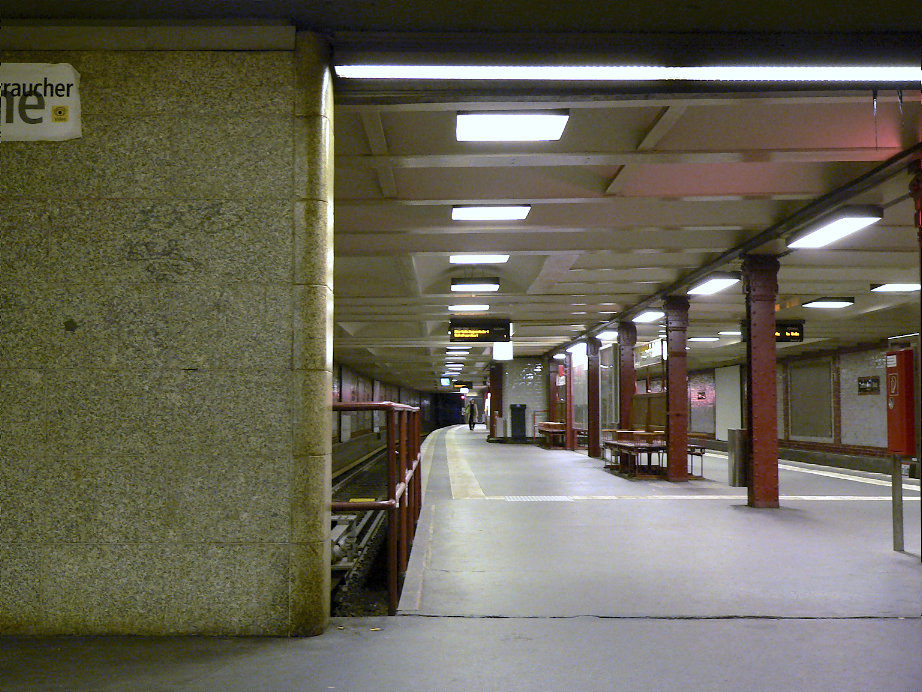
Im Süden endet die Strecke seit den 1970er Jahren an dieser Mauer

Die weitreichenden Ausbaupläne aus der Anfangszeit der Schöneberger U-Bahn können heute nicht mehr umgesetzt werden.
In Richtung Norden wurde in den 2000er Jahren allerdings eine Verlängerung bis zum Magdeburger Platz erwogen, die 2011 in der Koalitionsvereinbarung des Berliner Senats als Erweiterungsziel als „planerisch zu berücksichtigen“ genannt wurde. Laut Planung der früheren Senatsverwaltung für Verkehr und Betriebe aus dem Jahr 1995 sollte dabei eine Umsteigemöglichkeit (Genthiner Straße) zur langfristig geplanten Linie U10 vorgehalten werden. Im August 2012 teilte der Senat auf eine Kleine Anfrage aus dem Abgeordnetenhaus jedoch mit, dass bei einer Verlängerung zum Magdeburger Platz eine nennenswerte Verlagerung von Verkehren nach einer groben Einschätzung der BVG nicht zu erwarten sei und deshalb „eine weitergehende Prüfung der Verlängerung der U-Bahn-Linie U4 aus Sicht des Senates derzeit nicht vordringlich“ sei.
In Richtung Süden wären Erweiterungen aufgrund des auf gleicher Höhenlage befindlichen Tunnelstücks des in den 1970er Jahren neugebauten Autobahn-Stadtrings am Innsbrucker Platz nur noch mit großem Aufwand möglich. Die U-Bahn-Gleise der U4 würden sowohl die Fußgängerverteilebene als auch den oberen Bereich des Autobahntunnels schneiden.